# Juína
Juína este un oraș în Mato Grosso (MT), Brazilia.